# Типы файлов (UNIX)
В UNIX-подобных операционных системах существует 7 типов файлов:
1. Обычный файл (англ. regular file)
2. Каталог (англ. directory)
3. Именованный канал (англ. named pipe)
4. Символическая ссылка (англ. soft link)
5. Специальный файл устройства (англ. device file)
6. Сокет (англ. socket)
7. Дверь (англ. door)

По распечатке списка файлов командой ls можно легко определить тип файла. Первый символ сообщает нам о типе, а именно '-' обозначает обычный файл, 'd' — каталог, 'p' — именованный канал, 'l' — символическую ссылку, 'c' и 'b' — символьные и блочные файлы устройств, 's' — сокет, 'D' - дверь.
Пример использования команды ls и её вывод:
```
$ ls -dl /etc/passwd

-
rw-r--r-- ... /etc/passwd

d
rwxr-xr-x 26 root root 4096 Sep 22 09:29 /

p
rw-rw---- ... mypipe

l
rwxrwxrwx ... termcap  -> /usr/share/misc/termcap

c
rw------- ... 
/dev/null

b
rw-rw---- ... 
/dev/sda

s
rwxrwxrwx ... /tmp/.X11-unix/X0

D
rw-r--r-- 1 jmorrison dev 876 Dec 8 19:43 myfile
```